# Área de Proteção Ambiental do Manguezal da Barra Grande
A Área de Proteção Ambiental do Manguezal da Barra Grande ou APA do Manguezal da Barra Grande está localizada no município de Icapuí.
Com o objetivo de proteger espécies marinhas da fauna ameaçada de extinção, principalmente as áreas de reprodução e abrigo do peixe-boi marinho, a unidade de conservação (UC) fortalece o processo de participação e envolvimento da comunidade local, obtendo resultados significativos para a redução do desmatamento no manguezal e, consequentemente, conservação da biodiversidade.
O conselho gestor trabalha em articulação com parceiros locais, como pescadores tradicionais, para promover a segurança alimentar, a manutenção da qualidade da água, a proteção da costa e usos recreacionais e educativos.
No entanto, a gestão da APA enfrenta uma série de problemas ambientais decorrente de ocupação inadequada e enfrenta escassez de recursos humanos e financeiros.